# Corrine Brown
Pour les articles homonymes, voir Brown.
Corrine Brown, née le 11 novembre 1946 à Jacksonville (Floride), est une femme politique américaine. Membre du Parti démocrate, elle est élue de la Floride à la Chambre des représentants des États-Unis entre 1993 et 2017.

## Biographie

### Carrière professionnelle et débuts en politique
Après des études à la Florida Agricultural and Mechanical University et à l'université de Floride, elle enseigne à l'université de Floride à Gainesville, puis au Edward Waters College et au Florida Community College à Jacksonville.
Elle siège de 1983 à 1993 à la Chambre des représentants de Floride.

### Représentante des États-Unis
Elle se présente en 1992 à la Chambre des représentants des États-Unis, dans le 3e district de Floride, regroupant principalement les populations afro-américaines de Jacksonville à Orlando.
Elle est élue avec 59,3 % des voix. Elle est l'une des trois Afro-Américains élus au Congrès par la Floride cette année-là, une première depuis la Reconstruction.
De 1994 à 2002, elle est réélue tous les deux ans avec des scores compris entre 55 et 62 % des suffrages. En 2004, 2006 et 2008, elle est réélue sans opposition. Elle est élue pour un nouveau mandat en 2010 avec 63 % des voix. La Floride connaît un redécoupage des circonscriptions avant les élections de 2012, Brown est élue dans le 5e district avec 70,8 % des suffrages et réélue en 2014 avec 65,5 % des voix.
Fin 2015, la Cour suprême de Floride impose un redécoupage des circonscriptions de Floride après l'adoption d'un amendement interdisant le gerrymandering. Le 5e district est profondément modifié : alors qu'il s'étendait du nord au sud de Jacksonville à Orlando, après redécoupage, il s'étend désormais d'est en ouest de Jacksonville à Tallahassee. Brown conteste ce nouveau découpage mais perd son recours devant une cour fédérale. Elle se représente aux élections de 2016 dans ce district redessiné. Lors des primaires démocrates, elle affronte l'ancien sénateur Al Lawson, élu de la nouvelle partie du district, et Lashonda Holloway. 

### Inculpation, défaite et prison
En juillet 2016, elle est inculpée pour fraude avec son chef d'équipe. Ils sont accusés d'avoir utilisé la majorité des fonds d'une association caritative One Door for Education, censée offrir des bourses à des étudiants défavorisés, pour des dépenses personnelles et professionnelles,. 
Le 30 août, elle est battue par Lawson, ne rassemblant que 39 % des suffrages contre 48 % pour Lawson et 13 % pour Holloway. 
Le 4 décembre 2017, elle est condamnée à 5 ans de prison ferme pour détournement de fonds. Elle fait appel du jugement. Cependant, la Justice décide ne pas la laisser libre dans l'attente du second jugement, et elle entre en prison le lundi 29 janvier 2018.